# Programare neuro-lingvistică
Programarea neuro-lingvistică (acronim în română: PNL, acronim internațional: NLP, după denumirea din engleză: Neuro-linguistic programming) este un ansamblu nevalidat empiric și pseudoștiințific de cunoștințe și practici creat de Richard Bandler și John Grinder în California, Statele Unite, în anii 1970. Creatorii săi pretind o conexiune dintre procesele neurologice (neuro-), limbă (lingvistic) și modele de comportament învățate prin experiență (programare), și că acestea pot fi modificate pentru a atinge țeluri specifice în viață.

## Istorie
Programarea neuro-lingvistică, abreviată NLP, a fost creată în jurul anului 1976 de Richard Bandler (matematician și student în terapia gestalt) și John Grinder (lingvist). Ei și-au propus să descopere structura excelenței umane. La început ei și-au îndreptat atenția asupra studierii amănunțite a magicienilor terapeuți a vremii, cum au fost Fritz Perls (terapia gestalt), Virginia Satir (terapia familiei) și Milton Erickson (hipnoterapie). Cei doi inițiatori și grupul de persoane care au contribuit la dezvoltarea sa ulterioară, au preluat și sintetizat o serie de concepte apărute anterior în cibernetică și teoria sistemelor, a căror reprezentanți au fost Gregory Bateson, Virginia Satir si Milton Erickson.
La începutul anilor 1980, NLP'ul era considerat un progres important în psihoterapie și consiliere, atrăgând astfel interesul cercetătorilor din consiliere și psihologie. La mijlocul anilor 1980 analizele publicate în "The Journal of Counseling Psychology" și "National Research Council (1988; NRC)" au arătat puține date care să susțină teoria despre sistemele reprezentaționale sau despre ideile de bază din NLP astfel interesul cercetătorilor a scăzut.
Pentru că numele de Programare neuro-lingvistică, te duce cu gândul la neurologie, informatică și lingvistică, NLP'ul a fost vândut ca o "știință nouă". Scepticii susțin că este o "teorie sau un mod de tratament psihologic nedemonstrat" și una din multele pseudoștiințifice (sau "New Age") forme de psihoterapie care au apărut în domeniul sănătății mintale. Puțini practicanți și-au prezentat datele culese pentru a fi revizuite și analizate de colegi și pe majoritatea nu îi interesează ca teoria să fie validată empiric.

## Obiectivul
NLP poate fi definită ca „studiul structurii trăirilor subiective“, având ca obiect de studiu descoperirea (elicitarea) și modificarea structurilor („programelor“) care iau naștere din interacțiunea complexă dintre creier/sistem nervos („neuro“), limbaj („lingvistic“) și mediul înconjurător.
Demersul lui Bandler și Grinder a fost îndreptat spre găsirea răspunsurilor la întrebarea cum anume funcționează oamenii și mai puțin la cea privitoare la cauza comportamentului uman. De aceea orientarea acestei metode este pe soluție și pe proces.
În esența ei, NLP desemnează o atitudine de curiozitate, pasiune și dedicare în studiul comportamentului uman și al modalităților de îmbunătățire al lui.

## Definirea termenilor
Programare - aptitudinea fiecăruia de a "produce" și "transpune" în practică o variată și complexă gamă de programe comportamentale.
Neuro - funcționarea corpului și psihicului uman se bazează pe funcționarea sistemului nervos. Alcătuit din miliarde de celule nervoase (neuroni) interconectate, acesta constituie baza fiziologică a perceperii, gândirii, simțirii și funcționării întregului sistem uman.
Lingvistică - mijloacele de comunicare apelate, respectiv la comportamentul nostru verbal și nonverbal.
NLP este o teorie despre comportamentul uman, cu următoarele aspecte:
1.	epistemologic, cuprinde un sistem de idei și valori
2.	metodologic, oferă procese și proceduri pentru aplicarea cunoștințelor și a valorilor
3.	tehnic, oferă tehnici de aplicare a cunoștințelor și a valorilor.

## Axiomele NLP
Programarea neuro-lingvistică este fundamentată pe un număr de axiome de bază:
1. "Harta" despre lume este diferită de "teritoriul" pe care îl reprezintă;
2. Fiecare comportament are la bază o intenție pozitivă, în cadrul hărții despre lume a persoanei în cauză;
3. Nu putem să nu comunicăm, orice comportament (chiar și tăcerea) fiind semnificativă pentru interlocutorul nostru;
4. Nu există greșeli, există doar feedback;
5. Orice comportament este orientat către adaptare la mediul ambiant;
6. Înțelegem mult mai ușor și mai bine ceea ce ne este deja familiar.
7. Oamenii se comportă perfect, iar comportamentul lor prezintă o structură anumită.
8. Oamenii posedă deja toate resursele necesare dezvoltării personale
9. Corpul și sufletul uman fac parte dintr-un sistem complex, în cadrul căruia se influențează reciproc

## Critici și Controverse
La începutul anilor 1980, NLP a fost salutată cu un avânt important în psihoterapie și consiliere. Într-un articol publicat în 2005, psihologul Devilly Grant a declarat că la ora la care a fost introdus, NLP-ul a fost anunțat ca un progres în terapie, și au început să apară anunțuri pentru ateliere de formare, clipuri video și cărți. Ateliere de lucru au început să ofere diplome de certificare.
Cu toate acestea, studii controlate au afirmat îndoieli asupra practicii, precum și a celor care promovează astfel de intervenții, care au produs afirmații extrem de schimbătoare, ca urmare cercetătorii au început să pună la îndoială motivația de a cerceta în continuare aceasta practică.
O analiză de cercetare efectuate de către Christopher Sharpley care s-a concentrat asupra sistemelor preferate de reprezentare, în 1984, urmată de o altă revizuire în 1987, ca răspuns la o critică publicată de Einspruch și Forman, a concluzionat că existau puține dovezi pentru utilitatea NLP ca un instrument eficient de consiliere.
Denumirea de NLP a fost caracterizată ca pseudo-științifică. Witkowski (2010), de asemenea, prevede că, la nivel neuronal NLP nu oferă nicio explicație și nu are nimic în comun cu lingvistica academică sau cu programarea. În mod similar, psihologul experimental Corballis (1999) în critica sa de lateralizare a funcției cerebrale (mitul stânga / dreapta a creierului), prevede că "NLP este un titlu complet fals, conceput pentru a da impresia de respectabilitate științifică".
Potrivit lui Witkowski (2010), NLP-ul, apare, pe "lista de terapii discreditate", publicând în jurnalul Psihologie profesională: cercetare și practică, cu referire la psihologia muncii prin Carroll (2003), Sala Della (1999), Lilienfeld și colab. (2003) și Singer și Lalich (1996) privind practica "pseudoștiințifică, nevalidată", sau vraci psihoterapeuți în cadrul psihologiei clinice; Norcross și colab. în Ghidul clinicianului prin practici psihologice, bazate pe dovezi științifice au enumerat "programarea neurolingvistică-pentru dependența de droguri și alcool" pe locul al șaptelea din lista lor de zece intervenții discreditate, și este listată ca "sigur discreditată" ca bază pe probe empirice în tratamentul dependenței în revizuire și recomandări pentru politica publică (Glasner-Edwards și Rawson, 2010).